# بادن-وورتمبرگ
بادن-وورتمبرگ (به آلمانی: Baden-Württemberg)' (‎/ˌbɑːdən ˈvɜːrtəmbɜːrɡ/‎؛ آلمانی: [ˌba:dn̩ ˈvʏʁtəmbɛʁk] ()) یکی از ایالت‌های آلمان است که در جنوب غربی آلمان، و در شرق رود راین قرار دارد و با کشور فرانسه هم‌مرز است. با بیش از ۱۱٫۰۷ میلیون جمعیت، و با مساحتی بالغ بر ۳۵٬۷۵۲ کیلومتر مربع (۱۳٬۸۰۴ مایل مربع)، سومین ایالت بزرگ آلمان هم بر اساس مساحت (پس از بایرن و نیدرزاکسن) و هم جمعیت (پس از نوردراین-وستفالن و بایرن) محسوب می‌شود. به عنوان یک ایالت فدرال، بادن-وورتمبرگ بخشی از حاکمیت جمهوری پارلمانی است. بزرگ‌ترین شهر و مرکز بادن-وورتمبرگ، شهر اشتوتگارت است و پس از آن مانهایم و کارلسروهه قرار دارند. شهرهای بزرگ دیگر عبارتند از: فرایبورگ، هایدلبرگ، هایلبرون، فورتسهایم، رویتلینگن، توبینگن و اولم.
آنچه اکنون بادن-وورتمبرگ نامیده می‌شود قبلاً سرزمین‌های تاریخی بادن و هوهنتسولرن و وورتمبرگ بود. بادن-وورتمبرگ در آوریل ۱۹۵۲ از طریق ادغام بادن جنوبی، وورتمبرگ-بادن و وورتمبرگ-هوهنتسولرن در آلمان غربی تبدیل شد. این سه ایالت به‌طور مصنوعی توسط متفقین پس از جنگ جهانی دوم از ایالت‌های سنتی موجود با جداسازی آنها از مناطق مختلف اشغالی ایجاد شده بودند.
بادن-وورتمبرگ به ویژه برای اقتصاد قوی خود با صنایع مختلفی مانند صنعت خودروسازی، مهندسی برق، مهندسی مکانیک، و بخش خدمات شناخته‌شده‌است. این ایالت دارای سومین تولید ناخالص منطقه‌ای (GRP) در آلمان است. برخی از بزرگ‌ترین شرکت‌های آلمانی در بادن-وورتمبرگ قرار دارند، از جمله گروه مرسدس-بنز، گروه شوارتس، پورشه، بوش و اس‌آپ.

## تاریخ
بادن-وورتمبرگ از قلمروهای تاریخی بادن، استان پروسی هوهنتسولرن و وورتمبرگ تشکیل شده‌است. بادن در امتداد ساحل راست و صاف رودخانهٔ راین از شمال غربی تا جنوب (دریاچه کنستانس) ایالت کنونی قرار دارد، در حالی که وورتمبرگ و هوهنتسولرن بیشتر در مناطق داخلی و تپه‌ها قرار دارند، مانند رشته‌کوه آلپ سوابی. جنگل سیاه بخشی از مرز بین بادن و وورتمبرگ را تشکیل می‌داد.
در سال ۱۰۰ میلادی، امپراتوری روم به وورتمبرگ حمله و آن را اشغال کرد و در امتداد مرزهای شمالی خود یک لیمس ساخت. در طول سدهٔ سوم، آلامان‌ها رومی‌ها را وادار به عقب‌نشینی به سمت غرب، فراتر از رودخانه‌های راین و دانوب کردند. در سال ۴۹۶ آلامان‌ها با تهاجم فرانک‌ها به رهبری کلوویس یکم شکست خوردند.
امپراتوری مقدس روم بعدها تأسیس شد. اکثریت مردم این منطقه حتی پس از نفوذ اصلاحات پروتستانی بر جمعیت‌های شمال آلمان، همچنان کاتولیک بودند.
در اواخر سدهٔ ۱۸ و اوایل سدهٔ ۱۹، کونتسالو، پایتخت منطقهٔ هوهنلوه به مرکز مهاجرت قصابان گوشت خوک و عوامل بیکن به انگلستان تبدیل شد. در اواخر سدهٔ ۱۹ و اوایل سدهٔ ۲۰، افراد زیادی به دلایل اقتصادی از این منطقه عمدتاً روستایی به ایالات متحده آمریکا مهاجرت کردند.

### سدهٔ ۲۰ تاکنون
در آغاز سدهٔ بیستم، قلمرو بادن-وورتمبرگ امروزی شامل دوک‌نشین بزرگ بادن، پادشاهی وورتمبرگ، و استان هوهنتسولرن از پادشاهی پروس بود. از سال ۱۸۷۱، اینها بخشی از امپراتوری آلمان بودند. پس از جنگ جهانی اول و به عنوان بخشی از انقلاب ۱۹۱۸ آلمان، پادشاهان بادن، وورتمبرگ و پروس خلع شدند و این ایالت‌ها به جمهوری‌های دموکراتیک تبدیل شدند: جمهوری بادن، ایالت آزاد مردمی وورتمبرگ و ایالت آزاد پروس.
پس از قدرت‌گیری آدولف هیتلر به عنوان صدراعظم آلمان در سال ۱۹۳۳، نهادهای دموکراتیک بادن، وورتمبرگ و پروس لغو شدند.
پس از جنگ جهانی دوم، متفقین سه ایالت در قلمرو بادن-وورتمبرگ امروزی تأسیس کردند: (جنوب) بادن جنوبی، وورتمبرگ-بادن و وورتمبرگ-هوهنتسولرن. بادن و وورتمبرگ-هوهنتسولرن توسط فرانسه اشغال شد، در حالی که وورتمبرگ-بادن در تصرف ایالات متحده آمریکا بود. مرزهای مصنوعی جدید نتیجهٔ درخواست فرانسه برای منطقهٔ اشغالی خود در آلمان پس از جنگ جهانی دوم و آرزوی آمریکایی‌ها برای حفظ اتوبانی بود که از شرق به غرب در شمال بادن و شمال وورتمبرگ امتداد داشت.
در سال ۱۹۴۹، هر ایالت به عضویت مؤسس جمهوری فدرال آلمان (آلمان غربی)، با مادهٔ ۱۱۸ قانون اساسی آلمان یک رویهٔ الحاق را ارائه کرد. در ۹ دسامبر ۱۹۵۱، رفراندومی در وورتمبرگ-بادن، وورتمبرگ-هوهنتسولرن و بادن (جنوبی) بر سر ادغام احتمالی، یا احیای ایالت‌های پیش از جنگ برگزار شد. در وورتمبرگ و هوهنتسولرن از ادغام حمایت شدیدی شد، اما در بادن مخالفت شد. در حالی که اکثریت در منطقهٔ تاریخی بادن (۵۲٪) به بازسازی ایالت‌های پیش از جنگ رأی دادند، اکثریت رأی‌دهندگان در کل (۶۹٪) به ادغام رأی دادند. بادن-وورتمبرگ رسماً در ۲۵ آوریل ۱۹۵۲ به یک ایالت تبدیل شد.
با این حال، هنوز مخالفانی برای ادغام بادن و وورتمبرگ وجود داشت. در سال ۱۹۵۶ دادگاه قانون اساسی فدرال آلمان تصمیم گرفت که مردم بادن باید در یک همه‌پرسی جداگانه نظر خود را بیان کنند. با این حال، رفراندوم دوم به تعویق افتاد و دادگاه قانون اساسی فدرال در سال ۱۹۶۹ تصمیم گرفت که همه‌پرسی دیگری تا ۳۰ ژوئن ۱۹۷۰ برگزار شود. همه‌پرسی در منطقهٔ تاریخی بادن سرانجام در ۷ ژوئن ۱۹۷۰ برگزار شد و ۸۱٫۹ درصد از رأی‌دهندگان به نفع ادغام بادن و وورتمبرگ رأی دادند.

## جغرافیا
بادن-وورتمبرگ با ایالت‌های راینلاند فالتس، هسن و بایرن مرز مشترک دارد و همچنین با فرانسه (آلزاس، در منطقهٔ گرانت است) و سوئیس (از طریق کانتون‌های بازل-لندشافت، بازل اشتاد، آرگاو، زوریخ، شاف‌هاوزن و کانتون تورگاو) هم‌مرز است.
بیشتر شهرهای بزرگ بادن-وورتمبرگ در کناره‌های رود نکار قرار گرفته‌اند، که منبع آن در فیلینگن-اشونینگن است و به پایین‌دست (از جنوب غربی به مرکز، سپس شمال غربی) و از شهرهای توبینگن، اشتوتگارت، هایلبرون، هایدلبرگ و مانهایم می‌گذرد. رودخانهٔ راین مرز غربی و همچنین بخش بزرگی از مرز جنوبی را تشکیل می‌دهد. جنگل سیاه در شرق دره راین علیا قرار دارد.

## آب و هوا
بادن-وورتمبرگ – همراه با باواریا – جنوبی‌ترین بخش آلمان است.
آب و هوا در جاهای مختلف ایالت متفاوت است. این امر بیشتر به دلیل وجود کوه‌ها و ارتفاعات زیاد در داخل این ایالت است. بیشتر بخش‌های نواحی غربی (بادن) پایین‌تر از ۵۰۰–۸۰۰ متر (۱٬۶۰۰–۲٬۶۰۰ فوت) هستند و تقریباً در تمام طول سال از گرما برخوردار هستند، مانند ناحیهٔ دره راین علیا و دریاچه کنستانس. تابستان‌های اینجا بیشتر خشک است، و زمستان‌هایش مرطوب و مه‌آلود است.
ارتفاعات و همچنین برخی از قسمت‌های پایین‌تر در ضلع شرقی ایالت، دمای معتدل‌تری دارند، به‌ویژه در تابستان. در حالی که زمستان‌ها در گرم‌ترین مناطق اغلب برف نمی‌بارد، اما در جنگل سیاه، آلب سوابی و آلپ اغلب برف می‌بارد، به‌ویژه در مناطق بسیار مرتفع. تابستان‌های اینجا بیشتر از دره‌ها باران می‌بارد، اما زمستان‌ها آفتاب بیشتری دارد.
| داده‌های اقلیم کارلسروهه (۱۹۹۱–۲۰۲۰), ۱۱۵ متر، ۳۷۷٫۳ پا | داده‌های اقلیم کارلسروهه (۱۹۹۱–۲۰۲۰), ۱۱۵ متر، ۳۷۷٫۳ پا | داده‌های اقلیم کارلسروهه (۱۹۹۱–۲۰۲۰), ۱۱۵ متر، ۳۷۷٫۳ پا | داده‌های اقلیم کارلسروهه (۱۹۹۱–۲۰۲۰), ۱۱۵ متر، ۳۷۷٫۳ پا | داده‌های اقلیم کارلسروهه (۱۹۹۱–۲۰۲۰), ۱۱۵ متر، ۳۷۷٫۳ پا | داده‌های اقلیم کارلسروهه (۱۹۹۱–۲۰۲۰), ۱۱۵ متر، ۳۷۷٫۳ پا | داده‌های اقلیم کارلسروهه (۱۹۹۱–۲۰۲۰), ۱۱۵ متر، ۳۷۷٫۳ پا | داده‌های اقلیم کارلسروهه (۱۹۹۱–۲۰۲۰), ۱۱۵ متر، ۳۷۷٫۳ پا | داده‌های اقلیم کارلسروهه (۱۹۹۱–۲۰۲۰), ۱۱۵ متر، ۳۷۷٫۳ پا | داده‌های اقلیم کارلسروهه (۱۹۹۱–۲۰۲۰), ۱۱۵ متر، ۳۷۷٫۳ پا | داده‌های اقلیم کارلسروهه (۱۹۹۱–۲۰۲۰), ۱۱۵ متر، ۳۷۷٫۳ پا | داده‌های اقلیم کارلسروهه (۱۹۹۱–۲۰۲۰), ۱۱۵ متر، ۳۷۷٫۳ پا | داده‌های اقلیم کارلسروهه (۱۹۹۱–۲۰۲۰), ۱۱۵ متر، ۳۷۷٫۳ پا | داده‌های اقلیم کارلسروهه (۱۹۹۱–۲۰۲۰), ۱۱۵ متر، ۳۷۷٫۳ پا |
| ماه                                                    | ژانویه                                                 | فوریه                                                  | مارس                                                   | آوریل                                                  | مه                                                     | ژوئن                                                   | ژوئیه                                                  | اوت                                                    | سپتامبر                                                | اکتبر                                                  | نوامبر                                                 | دسامبر                                                 | سال                                                    |
| ------------------------------------------------------ | ------------------------------------------------------ | ------------------------------------------------------ | ------------------------------------------------------ | ------------------------------------------------------ | ------------------------------------------------------ | ------------------------------------------------------ | ------------------------------------------------------ | ------------------------------------------------------ | ------------------------------------------------------ | ------------------------------------------------------ | ------------------------------------------------------ | ------------------------------------------------------ | ------------------------------------------------------ |
| میانگین بیش‌ترین °C (°F)                                | ۵٫۱ (۴۱)                                               | ۷٫۲ (۴۵)                                               | ۱۲٫۱ (۵۴)                                              | ۱۷٫۲ (۶۳)                                              | ۲۱٫۰ (۷۰)                                              | ۲۴٫۵ (۷۶)                                              | ۲۶٫۶ (۸۰)                                              | ۲۶٫۴ (۸۰)                                              | ۲۱٫۶ (۷۱)                                              | ۱۵٫۵ (۶۰)                                              | ۹٫۲ (۴۹)                                               | ۵٫۶ (۴۲)                                               | ۱۶ (۶۰٫۹)                                              |
| میانگین روزانه °C (°F)                                 | ۲٫۶ (۳۷)                                               | ۳٫۷ (۳۹)                                               | ۷٫۳ (۴۵)                                               | ۱۱٫۴ (۵۳)                                              | ۱۵٫۳ (۶۰)                                              | ۱۸٫۸ (۶۶)                                              | ۲۰٫۸ (۶۹)                                              | ۲۰٫۶ (۶۹)                                              | ۱۶٫۳ (۶۱)                                              | ۱۱٫۴ (۵۳)                                              | ۶٫۴ (۴۴)                                               | ۳٫۴ (۳۸)                                               | ۱۱٫۵ (۵۲٫۸)                                            |
| میانگین کم‌ترین °C (°F)                                 | ۰٫۰ (۳۲)                                               | ۰٫۲ (۳۲)                                               | ۲٫۶ (۳۷)                                               | ۵٫۵ (۴۲)                                               | ۹٫۷ (۴۹)                                               | ۱۳٫۱ (۵۶)                                              | ۱۵٫۰ (۵۹)                                              | ۱۴٫۷ (۵۸)                                              | ۱۱٫۰ (۵۲)                                              | ۷٫۳ (۴۵)                                               | ۳٫۵ (۳۸)                                               | ۱٫۲ (۳۴)                                               | ۶٫۹۸ (۴۴٫۵)                                            |
| بارندگی میلی‌متر (اینچ)                                 | ۴۰٫۰ (۱٫۵۷)                                            | ۳۶٫۹ (۱٫۴۵)                                            | ۴۰٫۱ (۱٫۵۸)                                            | ۳۸٫۹ (۱٫۵۳)                                            | ۶۳٫۷ (۲٫۵۱)                                            | ۶۱٫۷ (۲٫۴۳)                                            | ۶۶٫۷ (۲٫۶۳)                                            | ۷۶٫۵ (۳٫۰۱)                                            | ۴۸٫۷ (۱٫۹۲)                                            | ۴۹٫۵ (۱٫۹۵)                                            | ۵۲٫۶ (۲٫۰۷)                                            | ۵۲٫۲ (۲٫۰۶)                                            | ۶۲۷٫۵ (۲۴٫۷۱)                                          |
| میانگین روزهای بارندگی (≥ ۰.۱ mm)                      | ۱۴٫۹                                                   | ۱۳٫۳                                                   | ۱۳٫۳                                                   | ۱۰٫۹                                                   | ۱۳٫۷                                                   | ۱۲٫۹                                                   | ۱۴٫۰                                                   | ۱۲٫۵                                                   | ۱۱٫۵                                                   | ۱۳٫۶                                                   | ۱۴٫۷                                                   | ۱۶٫۹                                                   | ۱۶۲٫۲                                                  |
| میانگین روزانه ساعت‌های تابش آفتاب                      | ۵۲٫۴                                                   | ۷۷٫۸                                                   | ۱۳۰٫۴                                                  | ۱۸۴٫۱                                                  | ۲۰۹٫۳                                                  | ۲۱۷٫۲                                                  | ۲۲۳٫۳                                                  | ۲۰۹٫۸                                                  | ۱۶۲٫۲                                                  | ۱۰۳٫۴                                                  | ۵۵٫۵                                                   | ۴۳٫۴                                                   | ۱٬۶۶۸٫۸                                                |
| منبع: weather-online                                   |                                                        |                                                        |                                                        |                                                        |                                                        |                                                        |                                                        |                                                        |                                                        |                                                        |                                                        |                                                        |                                                        |

## دولت

### تقسیمات ایالتی

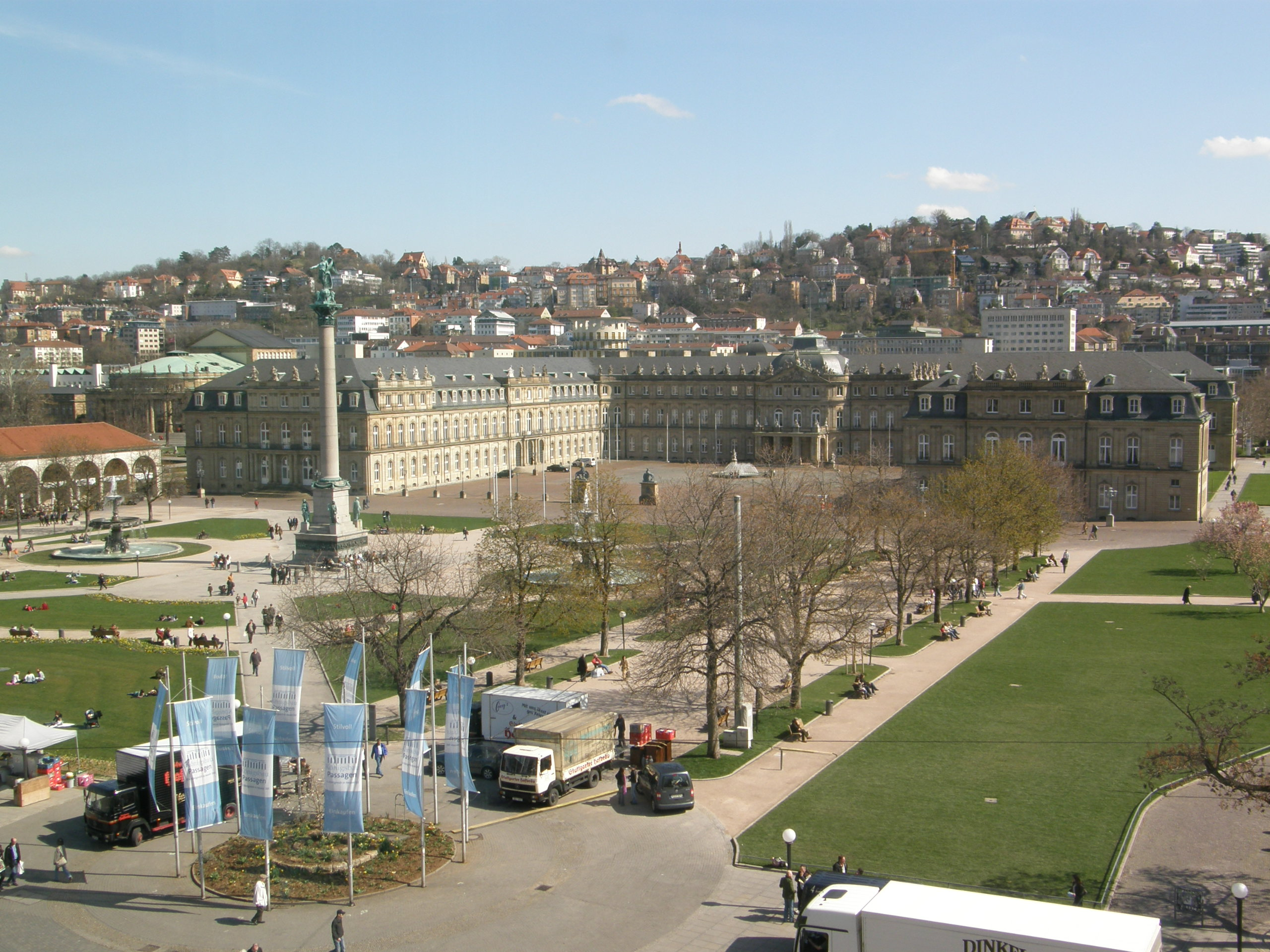
اشتوتگارت

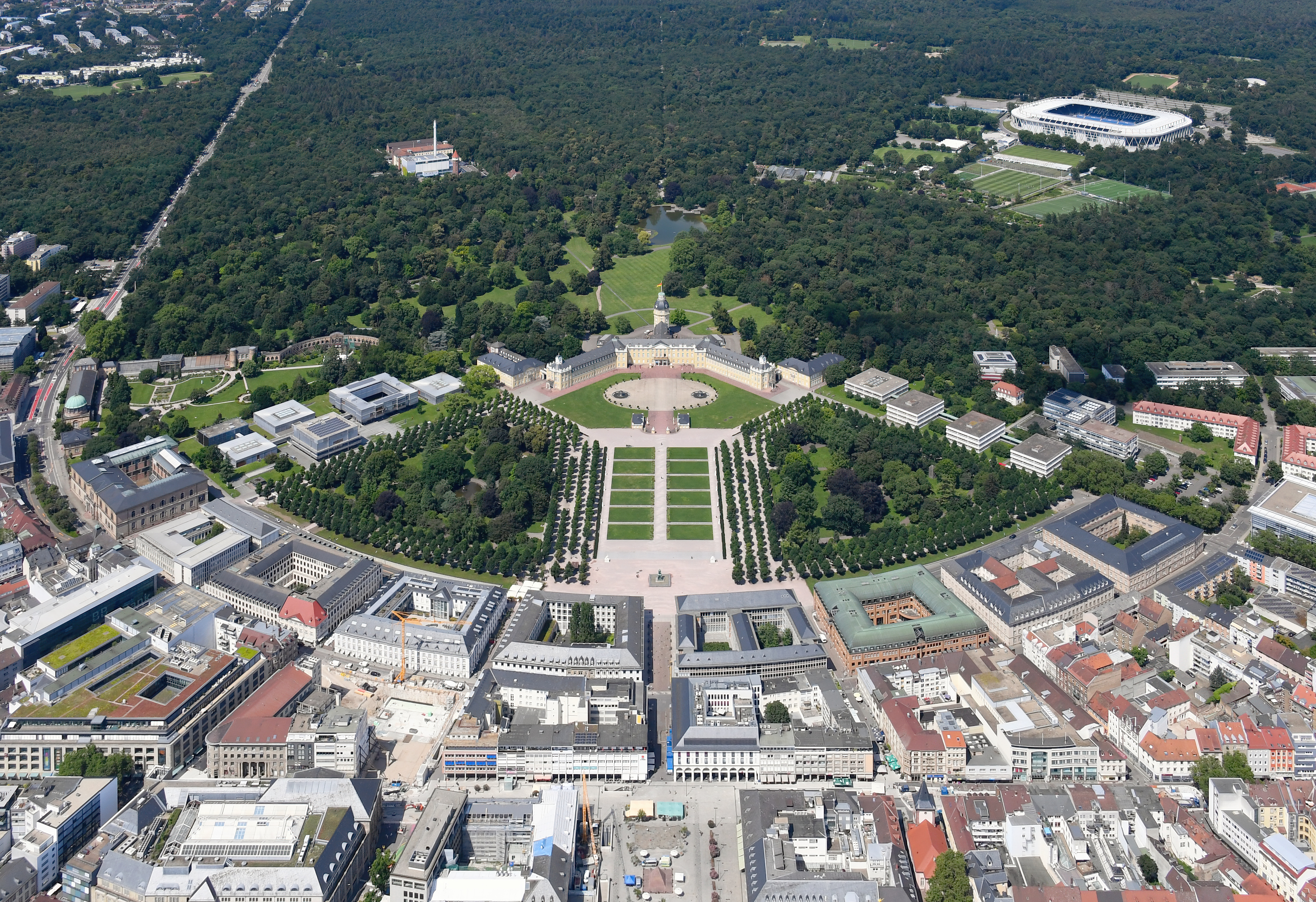
کارلسروهه

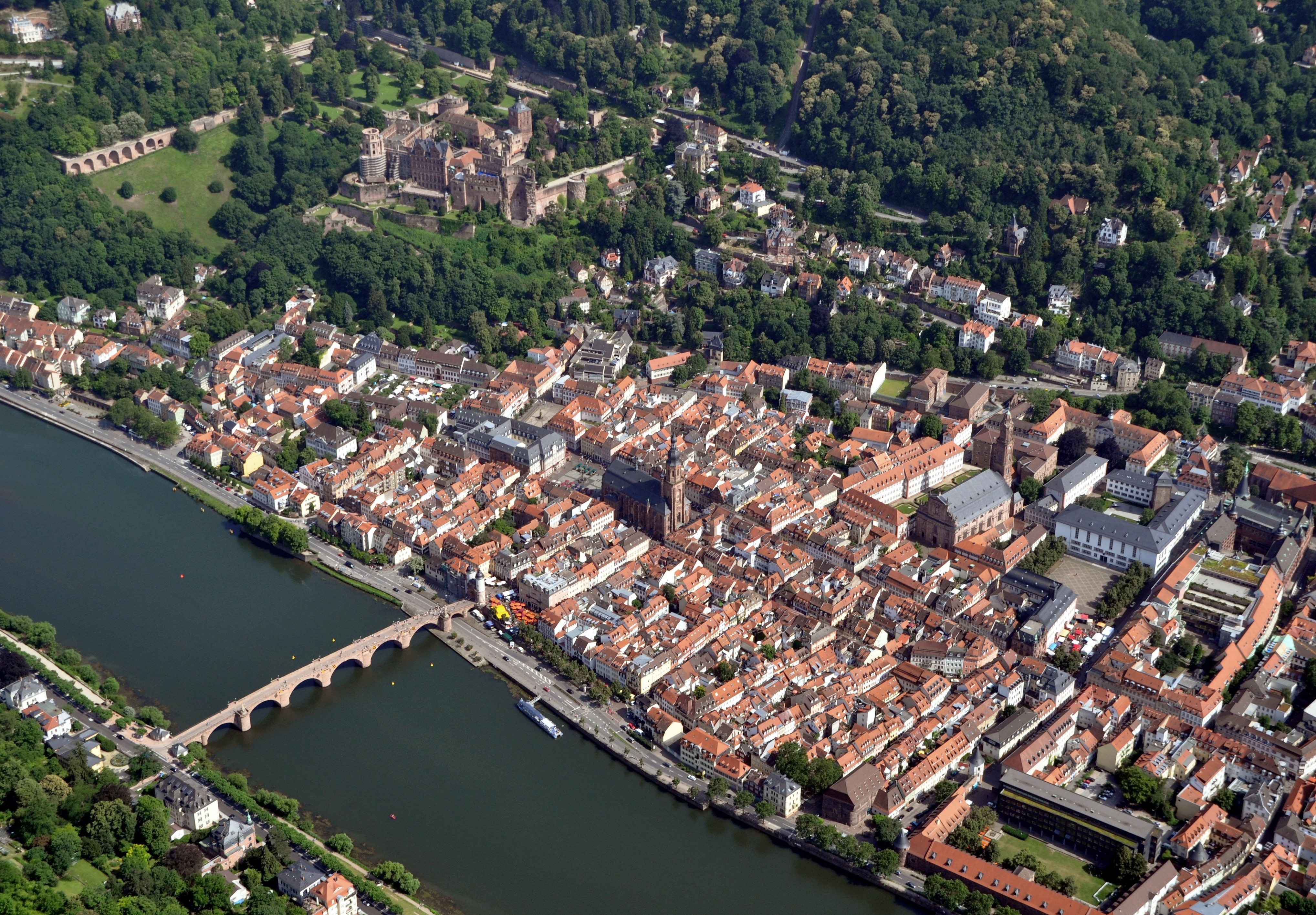
هایدلبرگ

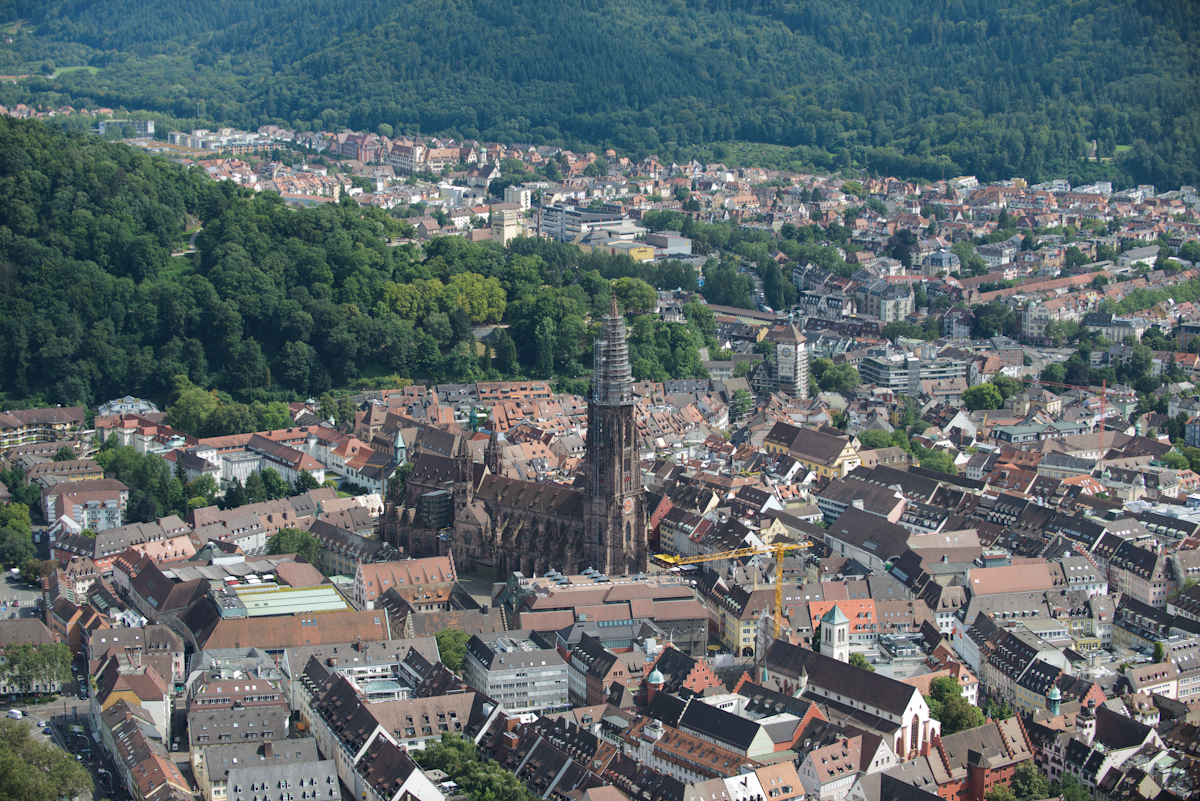
فرایبورگ همراه با کلیسای جامع فرایبورگ

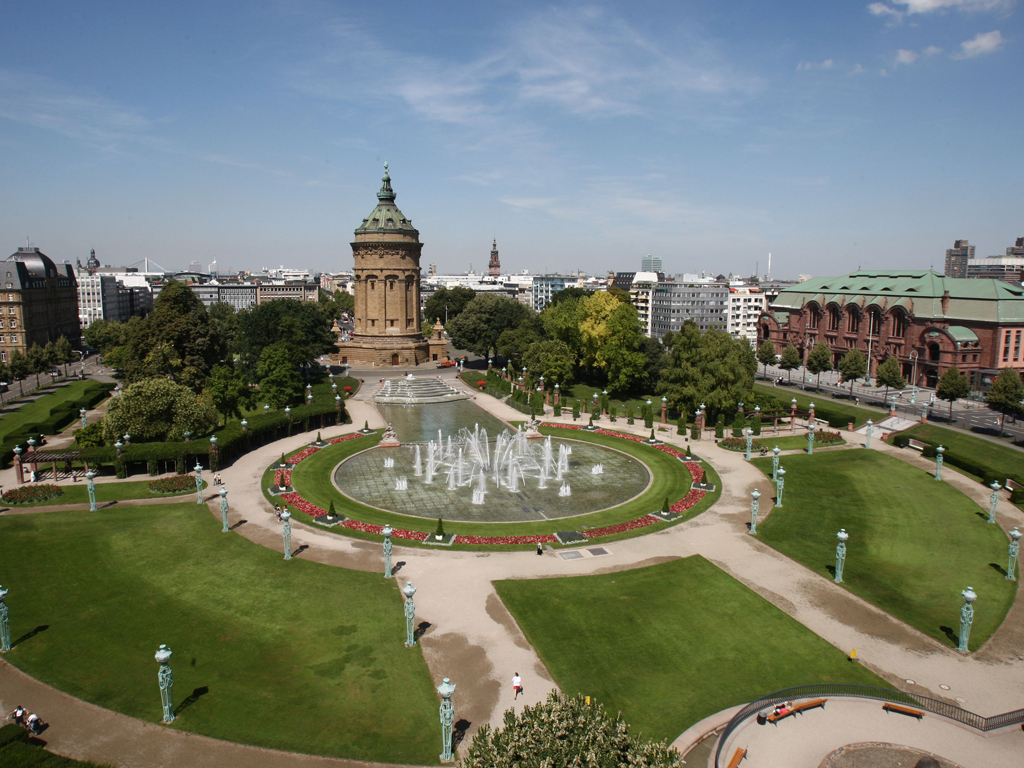
مانهایم

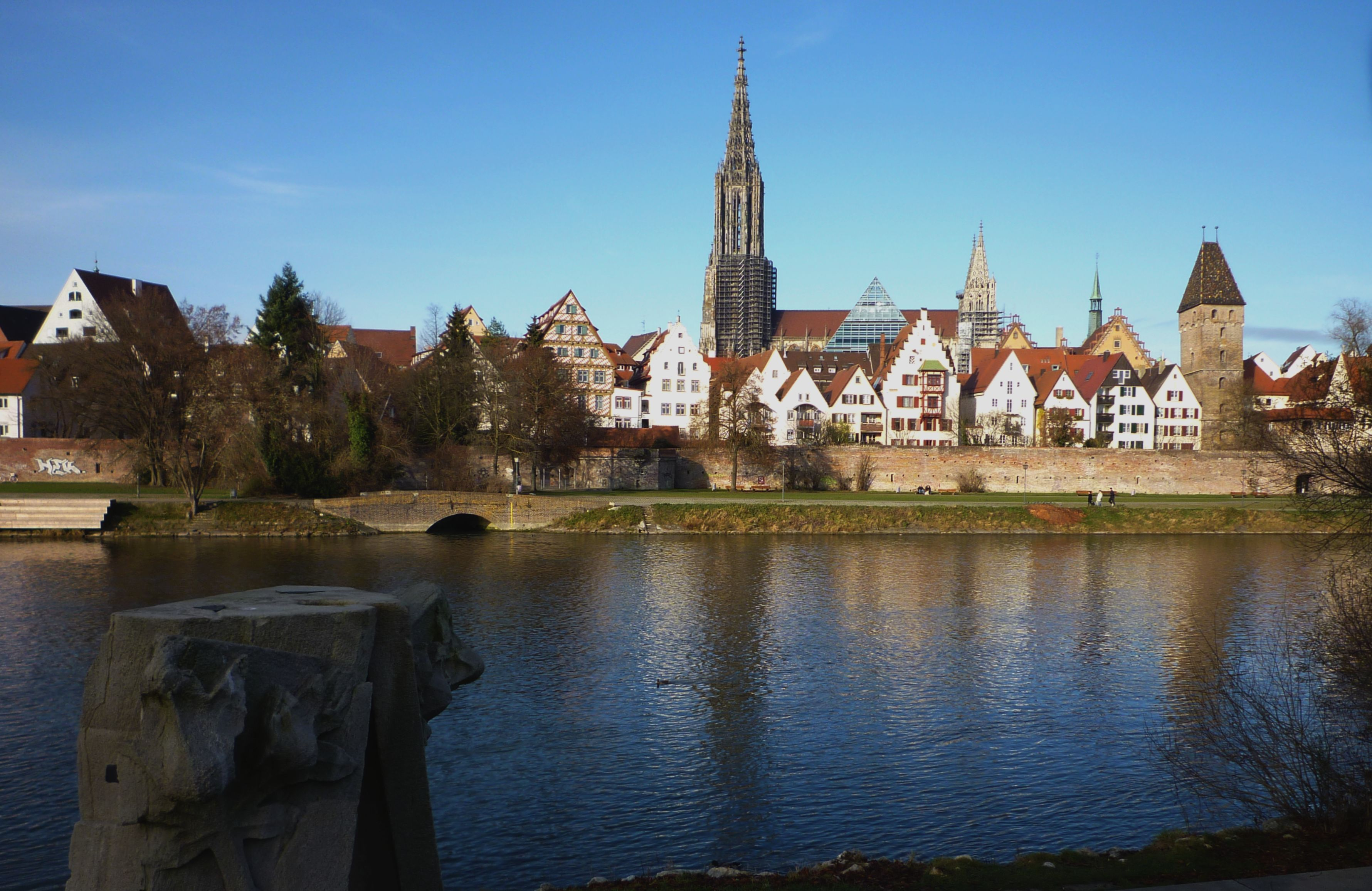
اولم همراه با کلیسای اولم

بادن-وورتمبرگ به ۳۵ ناحیه و ۹ شهر مستقل تقسیم می‌شود که هر دو به ۴ رگیرونگسبتسیرک شامل فرایبورگ، کارلسروهه، اشتوتگارت و توبینگن تقسیم می‌شوند.

۳۵ ناحیهٔ بادن-وورتمبرگ عبارتند از:
| 1. الب-دانو-کریس 2. بیبراخ 3. بودنزه‌کرایس 4. بوبلینگن 5. برایگاو-هخشوارتسوالد 6. کالو 7. کونشتانتس 8. امندینگن 9. انتسکرایس 10. اسلینگن 11. فرویدنشتادت 12. گوپینگن 13. هایدنهایم 14. هایلبرون 15. هوهنلوهه 16. کارلسروهه 17. لوراخ 18. لودویگسبورگ | 1. ماین-تاوبر 2. نکار-ادنوالد 3. ارتناوکرایس 4. استالبکرایس 5. راشتات 6. رافنسبورگ 7. رمس-مور 8. رویتلینگن 9. راین-نکار-کرایس 10. روتوایل 11. شوبیش هال 12. شوارتسوالد-بار 13. زیگمارینگن 14. توبینگن 15. تاتلینگن 16. والدسهوت 17. تسولرنالبکرایس |

بادن-وورتمبرگ شامل ۹ شهر مستقل دیگر است که به هیچ ناحیه‌ای تعلق ندارند:
| کد | شهر (Stadtkreise) | مساحت (km2) | جمعیت   | جمعیت   | جمعیت   | منطقه (Regierungs- bezirk) |
| کد | شهر (Stadtkreise) | مساحت (km2) | ۱۹۹۷    | ۲۰۰۷    | ۲۰۱۷    | منطقه (Regierungs- bezirk) |
| -- | ----------------- | ----------- | ------- | ------- | ------- | -------------------------- |
| آ  | بادن-بادن         | ۱۴۰٫۱۸      | ۵۲٬۶۷۲  | ۵۴٬۸۵۳  | ۵۴٬۷۱۸  | کارلسروهه                  |
| ب  | فرایبورگ          | ۱۵۳٫۰۶      | ۲۰۰٬۵۱۹ | ۲۱۹٬۴۳۰ | ۲۲۹٬۶۳۶ | فرایبورگ                   |
| پ  | هایدلبرگ          | ۱۰۸٫۸۳      | ۱۳۹٬۹۴۱ | ۱۴۵٬۳۱۱ | ۱۶۰٬۶۰۱ | کارلسروهه                  |
| ت  | هایلبرون          | ۹۹٫۸۸       | ۱۲۰٬۹۸۷ | ۱۲۱٬۶۲۷ | ۱۲۵٬۱۱۳ | اشتوتگارت                  |
| ث  | کارلسروهه         | ۱۷۳٫۴۶      | ۲۷۶٬۵۷۱ | ۲۸۸٬۹۱۷ | ۳۱۱٬۹۱۹ | کارلسروهه                  |
| ج  | مانهایم           | ۱۴۴٫۹۶      | ۳۱۰٬۴۷۵ | ۳۰۹٬۷۹۵ | ۳۰۷٬۹۹۷ | کارلسروهه                  |
| چ  | فورتسهایم         | ۹۸٫۰۲       | ۱۱۸٬۰۷۹ | ۱۱۹٬۴۲۳ | ۱۲۴٬۲۸۹ | کارلسروهه                  |
| ح  | اشتوتگارت         | ۲۰۷٫۳۵      | ۵۸۵٬۲۷۴ | ۵۹۷٬۱۷۶ | ۶۳۲٬۷۴۳ | اشتوتگارت                  |
| خ  | اولم (شهر)        | ۱۱۸٫۶۹      | ۱۱۵٬۶۲۸ | ۱۲۱٬۴۳۴ | ۱۲۵٬۵۹۶ | توبینگن                    |

## اقتصاد

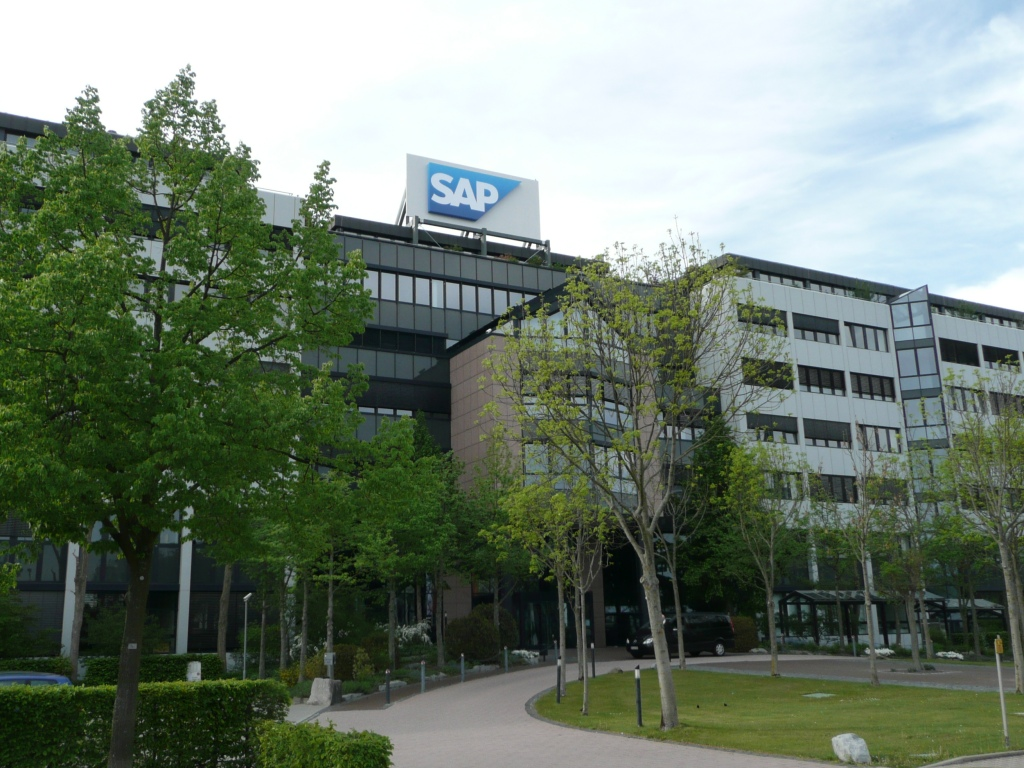
دفتر مرکزی اس‌آپ در والدورف

اگرچه بادن-وورتمبرگ دارای منابع طبیعی نسبتاً کمی در مقایسه با سایر مناطق آلمان است، این ایالت در میان مرفه‌ترین و ثروتمندترین مناطق اروپا با نرخ بیکاری به‌طور کلی از نظر تاریخی پایین است. به غیر از ایالت-شهرهای برلین، برمن و هامبورگ، بادن-وورتمبرگ به‌طور متوسط چهارمین مسیر کوتاه را برای قطارها و اتوبوس‌ها در بین تمام ایالت‌های آلمان ارائه می‌دهد.
بادن-وورتمبرگ دارای بالاترین صادرات (۲۰۱۹) و سومین واردات (۲۰۲۰)، دومین نرخ بیکاری پایین با ۴٫۳٪ (مارس ۲۰۲۱)،  سرانهٔ بیشترین ثبت اختراع در انتظار  (۲۰۲۰)، بالاترین هزینهٔ تحقیق و توسعهٔ مطلق و نسبی (۲۰۱۷) در میان تمام ایالت‌های آلمان است. همچنین این ایالت سومین تولید ناخالص منطقه‌ای (GRP) تا سال ۲۰۱۹ (پس از نوردراین-وستفالن و بایرن) با ۵۲۴٫۳۲۵ میلیارد یورو را دارد. بادن-وورتمبرگ همچنین دارای بیشترین کارمند (۲۳۳٫۲۹۶) در صنعت خودروسازی در بین تمام ایالت‌های آلمان تا سال ۲۰۱۸، و همچنین سومین ایالت از نظر تعداد وسایل نقلیهٔ موتوری در بین تمام ایالت‌های آلمان (۲۰۲۰) است. اگر بادن-وورتمبرگ یک کشور مستقل بود (۲۰۲۰)، اقتصاد آن از نظر تولید ناخالص داخلی اسمی با اقتصاد سوئد قابل مقایسه بود.
تعدادی از شرکت‌های معروف در این ایالت مستقر هستند، به عنوان مثال گروه مرسدس بنز، پورشه، بوش، کارل زایس، اس‌آپ (با ارزش‌ترین برند اروپا و همچنین بزرگ‌ترین شرکت نرم‌افزاری غیر آمریکایی) و هایدلبرگر دروکماشینن. با وجود این، اقتصاد بادن-وورتمبرگ تحت سلطهٔ شرکت‌های کوچک و متوسط است، مانند اکثر شرکت‌ها در کشورهای آلمانی‌زبان. اگرچه این منطقه از نظر منابع طبیعی قابل کار (سرب، روی، آهن، نقره، مس و نمک) ضعیف است و در برخی مناطق هنوز بسیار روستایی هستند، اما به‌طور کلی منطقه به شدت صنعتی شده‌است. 
نرخ بیکاری در اکتبر ۲۰۱۸ به ۳ درصد رسید که پس از بایرن، پایین‌ترین نرخ بیکاری در یک ایالت در آلمان است.
| سال             | ۲۰۰۰ | ۲۰۰۱ | ۲۰۰۲ | ۲۰۰۳ | ۲۰۰۴ | ۲۰۰۵ | ۲۰۰۶ | ۲۰۰۷ | ۲۰۰۸ | ۲۰۰۹ | ۲۰۱۰ | ۲۰۱۱ | ۲۰۱۲ | ۲۰۱۳ | ۲۰۱۴ | ۲۰۱۵ | ۲۰۱۶ | ۲۰۱۷ |
| --------------- | ---- | ---- | ---- | ---- | ---- | ---- | ---- | ---- | ---- | ---- | ---- | ---- | ---- | ---- | ---- | ---- | ---- | ---- |
| درصد نرخ بیکاری | ۵٫۴  | ۴٫۹  | ۵٫۴  | ۶٫۲  | ۶٫۲  | ۷٫۰  | ۶٫۳  | ۴٫۹  | ۴٫۱  | ۵٫۱  | ۴٫۹  | ۴٫۰  | ۳٫۹  | ۴٫۱  | ۴٫۰  | ۳٫۸  | ۳٫۸  | ۳٫۵  |

## آموزش
بادن-وورتمبرگ خانهٔ برخی از قدیمی‌ترین، مشهورترین و معتبرترین دانشگاه‌های آلمان است، مانند دانشگاه‌های هایدلبرگ (تأسیس در سال ۱۳۸۶، قدیمی‌ترین دانشگاه در قلمرو آلمان مدرن)، فرایبورگ (تأسیس در ۱۴۵۷)، و توبینگن (تأسیس در ۱۴۷۷). همچنین شامل سه دانشگاه از یازده «دانشگاه عالی» آلمان (هایدلبرگ، توبینگن، و کنستانتس و قبلاً، فرایبورگ و کارلسروهه) است. سایر شهرهای دانشگاهی، مانهایم و اولم هستند. علاوه بر این، دو دانشگاه در مرکز ایالت، اشتوتگارت، دانشگاه هوفنهایم و دانشگاه اشتوتگارت واقع شده‌اند.
این ایالت دارای بالاترین تراکم دانشگاه در بین سایر ایالت‌های آلمان است.